# Planta permanente
Planta permanente es una película coproducción de Uruguay y Argentina filmada en colores dirigida por Ezequiel Radusky sobre su propio guion escrito en colaboración Diego Lerman que se estrenó el 29 de octubre de 2020 y que tuvo como actores principales a Liliana Juárez,  Rosario Bléfari y  Verónica Perrotta.

## Sinopsis
Una nueva directora asume la conducción de la repartición pública en la que Lila y Marcela siempre han trabajado como personal de limpieza, con la orden de cerrar el comedor absolutamente irregular que ellas explotan en un rincón abandonado del edificio y de despedir a una gran cantidad de empleados. Comienza entonces una puja de Lila y Marcela por su supervivencia en ese lugar al que consideran su segundo hogar.

## Reparto
Participaron en el filme los siguientes intérpretes:
- Liliana Juárez	...	Lila
- Rosario Bléfari	...	Marcela
- Verónica Perrotta	...	Directora
- Nina Vera Suárez Bléfari	...	Yanina
- Horacio Camandule	...	Pato
- Sol Camila Lugo	...	Camila
- Gustavo Portela

## Comentarios
Diego Batlle en el sitio web otroscines escribió:

”En la línea de ese cine social francés como Recursos humanos...Planta permanente se sumerge en el micromundo de las trabajadoras y trabajadores de una Dirección de Obras provincial… Ezequiel Radusky maneja la narración con solvencia, consigue notables actuaciones de las dos protagonistas y de la mayoría de los intérpretes secundarios y, si bien aquí hay un amplio espacio para la denuncia, nunca abandona un bienvenido humor negro. Más allá de algún punto de giro un poco obvio y maniqueo que se produce en el segundo tercio del film, en buena parte de sus concisos y potentes 78 minutos Planta permanente resulta un inteligente y angustiante acercamiento a las miserias de la burocracia y, sobre todo, a cómo la falta de diálogo, solidaridad y conciencia de la clase trabajadora abre o facilita camino para las divisiones internas y la posterior manipulación desde  el poder.”

Adolfo C. Martínez en La Nación opinó:

”A partir de esta historia que habla de la necesidad de hacer frente a las adversidades, el director … logra imponer calidez y ternura a esas mujeres que no aceptan la derrota y se reinventan para sobrevivir, interpretadas con emoción por Liliana Juárez y la recientemente fallecida Rosario Bléfari. Apoyado por una excelente fotografía y una música de suaves tonos, el film habla bien a las claras de que las estrategias para progresar no siempre son inocentes y benévolas.

## Premios y nominaciones
El filme recibió los siguientes premios y nominaciones:
Festival de Cine Iberoamericano de Huelva
- Planta permanente ganadora del Premio Colón de Oro a la Mejor Película.
- Liliana Juárez, ganadora del Premio Colón de Plata a la Mejor Actriz.

Festival Internacional de Cine de Mar del Plata 2019
- Liliana Juárez, ganadora del Premio Astor a la Mejor Actriz.
- Planta permanente, nominada al Premio a la Mejor Película en la competición internacional.

Festival Internacional de Cine de San Sebastián 2017

Premios Foro de Coproducción Europa-América Latina  
- Planta permanente ganadora del Premio Foro de Coproducción Europa-América Latina.